# Dąbrówka Drygalska
Dąbrówka Drygalska – osada w Polsce położona w województwie warmińsko-mazurskim, w powiecie piskim, w gminie Biała Piska.
W latach 1975–1998 miejscowość administracyjnie należała do województwa suwalskiego.